# 银衣香青
银衣香青（学名：Anaphalis contortiformis）为菊科香青属的植物，是中国的特有植物。分布于中国大陆的云南等地，生长于海拔1,500米至2,800米的地区，多生长在红黄土壤的坡地及草地上，目前尚未由人工引种栽培。